# Medetera obscura
Medetera obscura är en tvåvingeart som först beskrevs av Zetterstedt 1838.  Medetera obscura ingår i släktet Medetera och familjen styltflugor. Arten är reproducerande i Sverige. Inga underarter finns listade i Catalogue of Life.